# Freya regia
Freya regia là một loài nhện trong họ Salticidae.
Loài này thuộc chi Freya. Freya regia được Elizabeth Maria Gifford Peckham & George William Peckham miêu tả năm 1896.